# Pesem Evrovizije 2007
Pesem Evrovizije 2007 je potekala 10. in 12. maja 2007 v finski prestolnici Helsinki in je bila 52. prireditev po vrsti. Finska skupina Lordi, ki je prejšnje leto zmagala na Evroviziji, je prinesla državi prvo zmago; Finska sicer na prireditvi sodeluje že od leta 1961.
Prireditev je po odločitvi Evropske radiodifuzne zveze potekala nekoliko kasneje, kot je bilo v navadi poprešnja leta. V finale je bilo neposredno uvrščenih 14 držav: 10 najbolje uvrščenih iz preteklega leta ter Francija, Nemčija, Združeno kraljestvo in Španija, ki prispevajo največji finančni delež. Skupno je nastopilo 42 držav, kar je največ doslej.

## Države udeleženke
Država, ki želi sodelovati na izboru, mora biti članica Evropske radiodifuzne zveze (EBU). Sprva se je na prireditev prijavilo 43 držav in čeprav je bilo do letos pravilo, da lahko sodeluje največ 40 držav, je EBU vsem prijavljenim odobrila udeležbo. Prvič sploh bosta nastopili Gruzija in Češka, Srbija in Črna gora bosta prvič nastopili kot ločeni državi in Madžarska ter Avstrija sta se po premoru spet vrnili. 12. decembra 2006 je Monako objavil odstop od tekmovanja in 15. decembra je EBU podala dokončno število držav udeleženk - torej 42.

### Polfinale
Na polfinalni prireditvi so nastopili:
| Št. nastopa | Država      | Jezik                                | Izvajalec                        | Naslov pesmi                 | Točke | Uvrstitev |
| ----------- | ----------- | ------------------------------------ | -------------------------------- | ---------------------------- | ----- | --------- |
| 01          | Bolgarija   | bolgarščina                          | Elica Todorova & Stojan Jankulov | Voda                         | 146   | 6         |
| 02          | Izrael      | angleščina, francoščina, hebrejščina | Teapacks                         | Push The Button              | 17    | 24        |
| 03          | Ciper       | francoščina                          | Evridiki                         | Comme Ci, Comme Ça           | 65    | 15        |
| 04          | Belorusija  | angleščina                           | Koldun                           | Work Your Magic              | 176   | 4         |
| 05          | Islandija   | angleščina                           | Eiríkur Hauksson                 | Valentine Lost               | 77    | 13        |
| 06          | Gruzija     | angleščina                           | Sopho                            | Visionary Dream              | 123   | 8         |
| 07          | Črna gora   | srbščina                             | Stevan Faddy                     | Ajde, Kroči                  | 33    | 23        |
| 08          | Švica       | angleščina                           | DJ Bobo                          | Vampires Are Alive           | 40    | 20        |
| 09          | Moldavija   | angleščina                           | Natalia Barbu                    | Fight                        | 91    | 10        |
| 10          | Nizozemska  | angleščina                           | Edsilia Rombley                  | On Top Of The World          | 38    | 21        |
| 11          | Albanija    | angleščina                           | Frederik Ndoci & Aida            | Hear My Plea                 | 49    | 17        |
| 12          | Danska      | angleščina                           | DQ                               | Drama Queen                  | 45    | 19        |
| 13          | Hrvaška     | hrvaščina, angleščina                | Dragonfly feat. Dado Topić       | Vjerujem U Ljubav            | 54    | 16        |
| 14          | Poljska     | angleščina                           | The Jet Set                      | Time To Party                | 75    | 14        |
| 15          | Srbija      | srbščina                             | Marija Šerifović                 | Molitva                      | 298   | 1         |
| 16          | Češka       | češčina                              | Kabát                            | Malá Dáma                    | 1     | 28        |
| 17          | Portugalska | portugalščina                        | Sabrina                          | Dança Comigo (vem ser feliz) | 88    | 11        |
| 18          | Makedonija  | makedonščina                         | Karolina Gočeva                  | Mojot Svet                   | 97    | 9         |
| 19          | Norveška    | angleščina                           | Guri Schanke                     | Ven A Bailar Conmigo         | 48    | 18        |
| 20          | Malta       | angleščina                           | Olivia Lewis                     | Vertigo                      | 15    | 25        |
| 21          | Andora      | katalonščina, angleščina             | Anonymous                        | Salvem El Món                | 80    | 12        |
| 22          | Madžarska   | angleščina                           | Magdi Rúzsa                      | Unsubstantial Blues          | 224   | 2         |
| 23          | Estonija    | angleščina                           | Gerli Padar                      | Partners In Crime            | 33    | 22        |
| 24          | Belgija     | angleščina                           | The KMG's                        | Love Power                   | 14    | 26        |
| 25          | Slovenija   | slovenščina                          | Alenka Gotar                     | Cvet z juga                  | 140   | 7         |
| 26          | Turčija     | angleščina                           | Kenan Doğulu                     | Shake It Up Shekerim         | 197   | 3         |
| 27          | Avstrija    | angleščina                           | Eric Papilaya                    | Get A Life - Get Alive       | 4     | 27        |
| 28          | Latvija     | italijanščina                        | Bonaparti.lv                     | Questa Notte                 | 168   | 5         |

- Države z obarvanim poljem so se uvrstile v finale.

### Finale
10 najbolje uvrščenih držav na Pesmi Evrovizije 2006 ter veliki štirje so se neposredno uvrstilo v finale:
| Št. | Država               | Jezik                                                                  | Izvajalec                          | Naslov pesmi               | Točke | Uvrstitev |
| --- | -------------------- | ---------------------------------------------------------------------- | ---------------------------------- | -------------------------- | ----- | --------- |
| 01  | Bosna in Hercegovina | bošnjaščina                                                            | Marija Šestić                      | Rijeka bez imena           | 106   | 11        |
| 02  | Španija              | španščina                                                              | NASH                               | I Love You Mi Vida         | 43    | 20        |
| 03  | Belorusija           | angleščina                                                             | Dmitrij Koldun                     | Work Your Magic            | 145   | 6         |
| 04  | Irska                | angleščina                                                             | Dervish                            | They Can't Stop The Spring | 5     | 24        |
| 05  | Finska               | angleščina                                                             | Hanna Pakarinen                    | Leave Me Alone             | 53    | 17        |
| 06  | Makedonija           | makedonščina, angleščina                                               | Karolina                           | Mojot Svet                 | 73    | 14        |
| 07  | Slovenija            | slovenščina                                                            | Alenka Gotar                       | Cvet z juga                | 66    | 15        |
| 08  | Madžarska            | angleščina                                                             | Magdi Rúzsa                        | Unsubstantial Blues        | 128   | 9         |
| 09  | Litva                | angleščina                                                             | 4Fun                               | Love Or Leave              | 28    | 21        |
| 10  | Grčija               | angleščina                                                             | Sarbel                             | Yassou Maria               | 139   | 7         |
| 11  | Gruzija              | angleščina                                                             | Sopho                              | Visionary Dream            | 97    | 12        |
| 12  | Švedska              | angleščina                                                             | The Ark                            | The Worrying Kind          | 51    | 18        |
| 13  | Francija             | francoščina, angleščina                                                | Les Fatals Picards                 | L'Amour À La Française     | 19    | 22        |
| 14  | Latvija              | italijanščina                                                          | Bonaparti.lv                       | Questa Notte               | 54    | 16        |
| 15  | Rusija               | angleščina                                                             | Serebro                            | Song Number One            | 207   | 3         |
| 16  | Nemčija              | nemščina                                                               | Roger Cicero                       | Frauen regier'n die Welt   | 49    | 19        |
| 17  | Srbija               | srbščina                                                               | Marija Šerifović                   | Molitva                    | 268   | 1         |
| 18  | Ukrajina             | ukrajinščina, nemščina, mongolščina, angleščina                        | Verka Serdučka                     | Dancing Lasha Tumbai       | 235   | 2         |
| 19  | Združeno kraljestvo  | angleščina                                                             | Scooch                             | Flying The Flag (For You)  | 19    | 23        |
| 20  | Romunija             | angleščina, italijanščina, španščina, ruščina, francoščina, romunščina | Todomondo                          | Liubi, Liubi, I Love You   | 84    | 13        |
| 21  | Bolgarija            | bolgarščina                                                            | Elica Todorova in Stojan Jankoulov | Voda                       | 157   | 5         |
| 22  | Turčija              | angleščina                                                             | Kenan Doğulu                       | Shake It Up Şekerim        | 163   | 4         |
| 23  | Armenija             | angleščina, armenščina                                                 | Hayko                              | Anytime You Need           | 138   | 8         |
| 24  | Moldavija            | angleščina                                                             | Natalia Barbu                      | Fight                      | 109   | 10        |

- Država z obarvanim poljem je zmagovalka.

## Galerija
- Ukrajina
Verka Serdučka
Dancing Laša Tumbai
- Madžarska
Magdi Rúzsa
Unsubstantial Blues
- Bolgarija
Elica Todorova in Stojan Jankulov
Water